# Vitskuldrad drillfågel
Vitskuldrad drillfågel (Lalage sueurii) är en fågel i familjen gråfåglar inom ordningen tättingar.

## Utbredning och systematik
Vitskuldrad drillfågel förekommer på östra Java, Bali, Sulawesi och i Små Sundaöarna. Tidigare inkluderades australisk drillfågel (L. tricolor) som en underart.

## Status och hot
Arten har ett stort utbredningsområde och tros öka i antal. Internationella naturvårdsunionen IUCN listar den därför som livskraftig (LC).

## Namn
Fågelns vetenskapliga artnamn hedrar Charles-Alexandre Lesueur (1778-1846), fransk naturforskare, konstnär och upptäcktsresande.